# اللغة الفارسية
اللُّغَةُ الفَارِسِيَّةُ (بالفارسية: زبان فارسی أو زبان پارسی) وتُعرف أيضًا باسم الفارسية الحديثة، هي إحدى اللغات الهندية-الأوروبية. تنتشر في إيران، كما تُستخدم شقيقتها الطاجيكية في طاجيكستان، والدرية في أفغانستان، ويتحدث بها أيضًا في العديد من الدول الأخرى.
تُكتب الفارسية بالخط الفارسي الذي أُضيفت إليه أربعة حروف: (گ، پ، ژ، چ) في إيران وأفغانستان، بينما تُكتب بالخط الكيريلي في طاجيكستان، ويتحدث بها حوالي 86 مليون نسمة في إيران، وأفغانستان، وطاجيكستان، وأوزبكستان، وقد تأثرت اللغة الدرية في أفغانستان بشكل كبير بلغات أخرى، مثل اللغة المنغولية.
تُعد اللغة الفارسية الحديثة امتدادًا للغة الفارسية الوسطى، التي كانت اللغة الرسمية للإمبراطورية الساسانية (224–651م)، والتي كانت بدورها استمرارًا للغة الفارسية القديمة التي استُخدمت في الإمبراطورية الأخمينية (550–330 ق.م).
يعود أصل اللغة الفارسية إلى منطقة پارس (فارس)، الواقعة في جنوب غربي إيران، وتشبه قواعدها قواعد العديد من اللغات الأوروبية.

## تاريخ اللغة

### فارسية قديمة
لغة آرية تنسب إلى قبائل الفرس البدوية النازحة إلى إيران قبل كورش الكبير. أما بعد إنشاء الإمبراطورية الإخمينية اضطر الفرس إلى اعتماد اللغة الآرامية كلغة رسمية معتمدة. 

### الفارسية الوسطى
خلال العهد الساساني (224–651 م)، تطورت الفارسية إلى ما يُعرف بـ البهلوية، وهي المرحلة الوسطى من اللغة، وكانت تُكتب بنصوص مشتقة من الأرامية.

### الفارسية الحديثة
ظهرت الفارسية الحديثة في أعقاب الفتح الإسلامي لبلاد فارس، واتخذت الأبجدية العربية أساسًا لها مع إضافة حروف لتناسب الأصوات الفارسية. وازدهرت في العصر العباسي والساماني، وأصبحت لغة الأدب والعلم، ولا سيما في أعمال شعراء كبار مثل فردوسي، حافظ الشيرازي، وسعدي.

## بعض الكلمات الفارسية
اللغة الفارسية مليئة بالكلمات العربية، وتمثل أكثر من نصف كلمات اللغة.
- بَرادَر: أخ
- خٰواهَر: أخت
- بَرادَران: إخوة
- آقا: سيد، سادة، الفصول
- بَهار: الربيع
- تابِستان: الصيف
- پائيز/خَزان: الخريف
- زِمِستان: الشتاء
- خُدانِگَهدار أو خُدا حَافظ: في أمان الله

## وصلات خارجية
- اللغة الفارسية